# Bouddhisme au Brésil
Le bouddhisme au Brésil se compose de pratiquants issus de diverses traditions et écoles bouddhistes.

## Histoire
Le bouddhisme a été pratiqué pour la première fois au Brésil, à une échelle très limitée, par de petits groupes de migrants chinois au début du XIXe. Avec près de 250 000 bouddhistes, le Brésil abrite la troisième plus grande population bouddhiste des Amériques, après les États-Unis et le Canada. Il existe des centres au Brésil organisés par des brésiliens d'origine européenne et un certain nombre de groupes incorporant des éléments du bouddhisme.